# Samson Chiu
Samson Chiu (Chiu Leung Chun) est un réalisateur, scénariste et journaliste hongkongais. Il est membre de la Hong Kong Directors' Guild.

## Filmographie sélective
- 1989 : News Attack - réalisateur et scénariste, avec Andy Lau
- 1992 : Rose - réalisateur, avec Maggie Cheung et Roy Cheung
- 1993 : Yesteryou, Yesterme, Yesterday - réalisateur
- 1994 : New Age of Living Together - réalisateur et scénariste
- 1995 : Lost Boys in Wonderland - réalisateur et scénariste
- 1996 : What a Wonderful World - avec Andy Lau
- 2000 : When I Fall in Love...With Both - avec Fann Wong et Michelle Reis.
- 2002 : Golden Chicken - réalisateur et scénariste, avec Sandra Ng
- 2003 : Golden Chicken 2 - réalisateur